# Tropidema chrysocephala
Tropidema chrysocephala är en skalbaggsart som först beskrevs av Charles Coquerel 1851.  Tropidema chrysocephala ingår i släktet Tropidema och familjen långhorningar.
Artens utbredningsområde är Madagaskar. Inga underarter finns listade i Catalogue of Life.